# Función multilineal
También llamada aplicación multilineal.

## Definición
Sean {\displaystyle V_{1},\ldots ,V_{n},W\quad \mathbb {K} }-espacios vectoriales, con {\displaystyle \mathbb {K} } un cuerpo {\displaystyle {\big (}\mathbb {R} } o {\displaystyle \mathbb {C} {\big )}}.
| {\displaystyle \mathbf {f} :V_{1}\times \ldots \times V_{n}\longrightarrow W} será una función multilineal {\displaystyle \Leftrightarrow \forall i{\big \|}1\leqslant i\leqslant n,\mathbf {v} _{i},\mathbf {w} _{i}\in V_{i},\forall \lambda ,\mu \in \mathbb {K} } {\displaystyle \mathbf {f} {\big (}\mathbf {v} _{1},\ldots ,\lambda \mathbf {v} _{i}+\mu \mathbf {w} _{i},\ldots ,\mathbf {v} _{n}{\big )}=\lambda \mathbf {f} {\big (}\mathbf {v} _{1},\ldots ,\mathbf {v} _{i},\ldots ,\mathbf {v} _{n}{\big )}+\mu \mathbf {f} {\big (}\mathbf {v} _{1},\ldots ,\mathbf {v} _{i-1},\mathbf {w} _{i},\mathbf {v} _{i+1},\ldots ,\mathbf {v} _{n}{\big )}} |

## Propiedad
{\displaystyle \mathbf {f} {\big (}\mathbf {v} _{1},\ldots ,\mathbf {0} ,\ldots ,\mathbf {v} _{n}{\big )}=\mathbf {0} }
| Demostración |
| Para {\displaystyle \lambda =\mu =1} {\displaystyle {\begin{array}{l}\mathbf {f} {\big (}\mathbf {v} _{1},\ldots ,\mathbf {0} ,\ldots ,\mathbf {v} _{n}{\big )}=\mathbf {f} {\big (}\mathbf {v} _{1},\ldots ,\mathbf {0} +\mathbf {0} ,\ldots ,\mathbf {v} _{n}{\big )}=\mathbf {f} {\big (}\mathbf {v} _{1},\ldots ,\mathbf {0} ,\ldots ,\mathbf {v} _{n}{\big )}+\\\mathbf {f} {\big (}\mathbf {v} _{1},\ldots ,\mathbf {0} ,\ldots ,\mathbf {v} _{n}{\big )}=2\mathbf {f} {\big (}\mathbf {v} _{1},\ldots ,\mathbf {0} ,\ldots ,\mathbf {v} _{n}{\big )}\Rightarrow \\\mathbf {f} {\big (}\mathbf {v} _{1},\ldots ,\mathbf {0} ,\ldots ,\mathbf {v} _{n}{\big )}=\mathbf {0} \end{array}}} como queríamos demostrar. |

Para n=1 {\displaystyle \mathbf {f} } será una aplicación lineal.
- Datos: Q16569887